# Isabel Preysler
María Isabel Preysler Arrastía conhecida como Isabel Preysler (Manila, 18 de fevereiro de 1951) é uma celebridade filipino-espanhola, famosa por ter sido casada com Julio Iglesias e outros homens espanhóis de destaque. 

## Biografia
Nascida em Manila, Filipinas, Isabel viveu neste país até a adolescência com os pais e cinco irmãos. Chegou ainda jovem, com 17 anos, à Espanha, enviada pelos pais para viver em Madrid com os tios, Tessi e Miguel Pérez Rubio, pessoas ligadas ao jet set espanhol.  
Foi numa das festas oferecidas pelos tios que conheceu quem seria seu primeiro marido, o famoso cantor Julio Iglesias. 
O pai de Isabel, Carlos Preysler Pérez de Tagle, morreu em 1992, e sua mãe, Beatriz Arrastia, em 2021, aos 98 anos de idade.  

### Educação
Em Madrid ela chegou a estudar Secretariado Internacional, mas largou a faculdade para se casar com Julio Iglesias, relata a revista Hola. 

### Relacionamentos e filhos
Entre 1971 e 1978 foi casada com o cantor Julio Iglesias, com quem teve 3 filhos, a jornalista e socialite Chabeli Iglesias, o modelo e cantor Julio Iglesias Jr e o cantor pop Enrique Iglesias.  
Em 1980 casou com Carlos Falcó, marquês de Griñón, com quem teve uma filha, Tamara Isabel Falcó, e de quem se separou em 1985. 
Em 1986 Isabel confirmou sua relação com Miguel Boyer, ministro da Economia em Espanha entre 1982 e 1985, no primeiro governo do PSOE, com quem se casou em 1988 e com teve a última filha, Ana Isabel Boyer. Ela ficou viúva em 2014.  
Em 2016, a imprensa espanhola noticiou que ela tinha um relacionamento com escritor peruano e vencedor do Nobel de Literatura Mario Vargas Llosa, de quem se separou no final de 2022. 

## Carreira
Chamada de "rainha do jet set" da Espanha pelo portal da revista Flash de Portugal, Isabel é mais conhecida por ser uma celebridade, com a Flash apontando que ela é a "famosa que mais capas fez da revista Hola". 

A Flash também aponta que ela cobra cerca de 90 mil por uma presença num evento, que ao longo da vida sua imagem foi requerida por diversas marcas e que entre suas amigas estão a famosa designer Carolina Herrera. "Na Espanha diz-se que Isabel nunca faturou menos do que 1,5 milhões de euros por ano", apontou a Flash. 